# Dimitrie Alexandrescu
Dimitrie Alexandrescu (Iași, 1850-Iași, 1925) fue un profesor, publicista, abogado y político rumano.

## Biografía
Nacido en Iași el 1 o el 4 de octubre de 1850, viajó a Francia a los diez años y estudió allí declamación y medicina, pero los únicos estudios que completó en París fueron los de derecho. En 1870, siendo estudiante, se unió al ejército de París, en la legión extranjera "Les amis de la France" bajo las órdenes del general belga Van der Meer.
Al regresar a Rumania en 1875 con el título de doctor en derecho, fue nombrado fiscal del Tribunal de Iași, donde trabajó hasta el 1 de marzo de 1880 como miembro de la sesión, juez de sesión, juez de instrucción y primer fiscal, cuando dimitió. Desde entonces hasta 1888 ejerció como abogado luchando en la oposición unida contra el gobierno liberal. En 1888 se unió al partido conservador y fue elegido diputado del 2.º colegio de Iaşi. En 1891 fue nombrado secretario general del Ministerio de Justicia, cargo que ocupó hasta el 15 de octubre de 1892, cuando fue nombrado profesor de derecho civil en la Universidad de Iași. Falleció el 9 de febrero de 1925 en su ciudad natal.
Entre sus publicaciones se encontraron títulos como Pistol baga, Domnişoara Trei steluțe, Ramaşagul sgârcitului (comedia en un acto, 1879), Comentarii asupra dreptului civil (3 vol.) y Le droit ancien et moderne de la Roumanie.